# Brian Deane
Brian Christopher Deane (* 7. Februar 1968 in Leeds) ist ein ehemaliger englischer Fußballspieler und derzeitiger -trainer. Als Stürmer war er langjährig für Sheffield United aktiv und während seiner Zeit für Leeds United schoss er am 15. August 1992 das erste Tor in der Geschichte der Premier League.

## Sportlicher Werdegang

### Vereinskarriere
Deane spielte 1984 in seiner Heimat Leeds für die Nachwuchsmannschaft von United. Dort sah man jedoch noch nicht das notwendige Entwicklungspotential in ihm, und so schloss er sich im Dezember 1985 den Doncaster Rovers an. Als groß gewachsener Mittelstürmer, der im Gegensatz zum Prototyp auf dieser Position schlaksiger wirkte und dünner war, etablierte er sich sukzessive beim Drittligisten und erzielte in der Saison 1987/88 zehn Tore. Er wechselte im Juli 1988 zum Ligakonkurrenten Sheffield United. Bei den „Blades“ startete Deane auf Anhieb durch und gemeinsam mit Tony Agana bildete er ein Sturmduo, das 45 Ligatreffer in der Spielzeit 1988/89 erzielte und dem Klub über die Vizemeisterschaft zum Aufstieg in die Zweitklassigkeit verhalf. Im Jahr darauf gelang über einen weiteren zweiten Platz der direkte Durchmarsch in die höchste englische Spielklasse und Deane war in diesem Jahr „Toptorjäger“ von Sheffield United. Mit seinem Tor nach fünf Minuten am ersten Spieltag der Saison 1992/93 gegen den späteren Meister Manchester United ging er am 15. August 1992 in die Geschichtsbücher ein, da er damit den ersten Treffer in der Geschichte der neu geschaffenen Premier League erzielt hatte (später verwandelte er noch einen Elfmeter und die Partie wurde mit 2:1 gewonnen). Insgesamt schoss er 14 Ligatore, darunter einen Hattrick gegen Ipswich Town (3:0), und wechselte im Juni 1993 zum Ligakonkurrenten und Vorjahresmeister Leeds United. Die Ablösesumme in Höhe von 2,9 Millionen Pfund bedeutete für beide Vereine eine Rekordmarke – für Leeds in Bezug auf einen Spielerkauf und für Sheffield als Verkaufserlös.
Der hohe Kaufpreis erwies sich für Deane zunächst als Bürde. Erst nach der Verpflichtung des neuen „Stoßstürmers“ Tony Yeboah fand er auf der linken Seite wieder zu einer guten Form und in der Saison 1994/95 wurde er vereinsintern zum besten Spieler des Jahres gewählt. Die gut vier Jahre anhaltende Leeds-Zeit verlief jedoch etwas unter den Erwartungen und nach gerade einmal 32 Ligatreffern in dieser Zeit kehrte er im Sommer 1997 für 1,5 Millionen Pfund zum Ex-Klub Sheffield United, der zwischenzeitlich in die zweite Liga abgestiegen war, zurück. Dort blieb er ein halbes Jahr und schoss elf Ligatore, bevor er im Januar 1998 nach Portugal zu Benfica Lissabon wechselte. Bei Benfica hatte der Schotte Graeme Souness die Cheftrainerrolle übernommen, dabei eine Reihe britischer Spieler verpflichtet und Deane galt als „zweite Wahl“ hinter Ian Wright, den Souness nicht vom FC Arsenal hatte loseisen können.
Nach lediglich neun Monaten und sieben Toren in 18 Ligapartien endete Deanes kurzzeitiges Portugal-Abenteuer mit der sich abzeichnenden Demission von Souness. Er heuerte im Oktober 1998 zurück in der Premier League beim FC Middlesbrough an, der gerade große Verletzungssorgen im Kader hatte und für den Transfer drei Millionen Pfund zu zahlen bereit war. In Middlesbrough verbrachte er etwas mehr als drei Jahre und wenngleich er 87 Premier-League-Partien bestritt, war seine Ausbeute von 19 Treffern nicht mehr ganz so umfangreich wie zuvor. Für nur noch 150.000 Pfund zog er Ende November 2001 zum Ligakonkurrenten Leicester City weiter. Mit den „Foxes“ stieg er zunächst Mitte 2002 aus der Premier League ab, bevor er mit 13 Ligatoren in der Saison 2002/03 maßgeblichen Anteil am direkten Wiederaufstieg als Zweitliga-Vizemeister hatte. Kurz darauf wechselte der mittlerweile 35-Jährige Ende Oktober 2003 ablösefrei wieder eine Liga tiefer zu West Ham United. Dort gelangen ihm sechs Ligatore in der Saison 2003/04, wozu auch der späte Ausgleich zum 1:1 am letzten Spieltag gegen Wigan Athletic zählte, wodurch Crystal Palace noch anstelle von Wigan in die Play-offs einzog und im Finale wiederum West Ham besiegte.
Zur anschließenden Spielzeit 2004/05 heuerte er ein zweites Mal bei Leeds United an, das kurz zuvor in die zweite Liga abgestiegen war. Es blieb bei einem kurzen Intermezzo und schon im März 2005 schloss er sich dem AFC Sunderland an, der sich anschickte als Zweitligameister in die Premier League aufzusteigen. Dazu trug Deane mit vier Einwechslungen im April 2005 allerdings nur marginal bei und anschließend versuchte er in der australischen A-League bei Perth Glory Fuß zu fassen. Er laborierte während dieser Zeit jedoch offensichtlich an einer Langzeitverletzung und kehrte nach wenigen Monaten nach England zurück. Zum dritten Mal schloss er sich im Dezember 2005 Sheffield United als Kaderergänzungsspieler an. Zu Beginn der Saison 2006/07 absolvierte er noch einmal zwei Spiele per Einwechslung und beendete im Anschluss seine aktive Laufbahn.

### Englische Nationalmannschaft
Deane wurde als groß gewachsener, mit einer eher schmächtigen Statur ausgestatteter Fußballer nicht selten trotz seiner Torgefährlichkeit verspottet („Bambi auf dem Eis“) und so überraschte der englische Nationaltrainer Graham Taylor im Sommer 1991 mit seiner Nominierung für die anstehende Freundschaftsspieltour durch Australasien. Dabei profitierte er davon, dass Taylor auf Wunsch vieler Vereinstrainer auf die etablierten Kräfte weitgehend verzichtete. Er debütierte am 3. Juni 1991 per Einwechslung gegen Neuseeland (1:0) an der Seite von Gary Lineker. In der nächsten Partie gegen denselben Gegner stand er in der Startelf, wobei sein Sturmpartner hier Ian Wright war. Da viele Experten von einer einmaligen Berufung für Deane ausgingen, war die erneute Berücksichtigung im September 1992 eine erneute Überraschung, aber sein dritter Auftritt gegen Spanien (0:1) war gleichzeitig sein letzter.

### Trainerstationen
Nachdem Deane in Leeds als Berater für eine Anwaltskanzlei gearbeitet hatte, kehrte er ins Fußballgeschäft zurück. Seine ersten Trainererfahrungen sammelte er im Jugendbereich seines Ex-Klubs Sheffield United und danach an der University of Leeds (zunächst auf freiwilliger Basis und danach als Festangestellter). Er gewann mit den Leeds-Studenten im British Universities and Colleges Sport 2010 den Titel der Norddivision und versuchte anschließend ins Profifußballgeschäft zu wechseln. Diese gestaltete sich in seiner englischen Heimat aber schwierig und so übernahm er Ende November 2012 in Norwegen bei Sarpsborg 08 FF die erste Tätigkeit als Cheftrainer. Der hohe Stellenwert des englischen Fußballs in Norwegen sowie der 1990er Mannschaft von Leeds United in Sarpsborg im Speziellen begünstigte dabei seine Auswahl. Mit Sarpsborg gelang ihm im Kalenderjahr 2013 als Aufsteiger der Klassenerhalt (über den Umweg der Relegationsspiele). Im Jahr darauf konnte er mit dem ligaweit zweitgeringsten Budget einen Achtungserfolg auf dem achten Tabellenplatz feiern, wozu sich der Einzug ins Halbfinale im Pokal gesellte. Im Jahr 2015 kehrte Deane nach England zurück und nahm bei Sheffield United eine neue Aufgabe als Trainer an der dortigen Akademie und Botschafter des Klubs an.